# Тон, Олаф
О́лаф Тон (нем. Olaf Thon; 1 мая 1966, Гельзенкирхен, Северный Рейн-Вестфалия) — немецкий футболист, чемпион мира 1990 года. Известен по выступлениям за «Шальке 04» и мюнхенскую «Баварию».

## Карьера

### Клубная
С 1980 по 1983 год Тон играл за юношескую команду «Шальке 04». 24 августа 1984 года он дебютировал во взрослой команде, в матче с мёнхенгладбахской «Боруссией». Олаф играл за «Шальке» на протяжении пяти сезонов, после чего перешёл в «Баварию». В составе мюнхенцев он стал трёхкратным чемпионом Германии. Всего за «Баварию» Тон провёл 6 сезонов, после чего вернулся в «Шальке», с которым смог выиграть в 1997 году и свой первый еврокубок — Кубок УЕФА. В 2002 году Тон завершил карьеру.

### Международная
Тон сыграл в составе сборной Германии на трёх чемпионатах мира, в том числе и в победном для немцев чемпионате 1990 года, а также на чемпионате Европы 1988. В период с 1990 по 1998 год Тон редко играл за сборную, из-за разногласий с главным тренером Берти Фогтсом.

### Тренерская
С 2002 по 2009 год работал менеджером по маркетингу в «Шальке 04». В 2010 году занял пост главного тренера «Хюлс». 15 сентября 2011 года Тон был уволен из-за разногласий с игроками команды.

## Достижения

### Клубные
«Шальке 04»
- Обладатель Кубка УЕФА: 1997
- Обладатель Кубка Германии: 2001, 2002

«Бавария»
- Чемпион Германии: 1988/89, 1989/90, 1993/94

### Международные
- Чемпион мира: 1990